# Losdolobus xaruanus
Espèce
Losdolobus xaruanus est une espèce d'araignées aranéomorphes de la famille des Orsolobidae.

## Distribution
Cette espèce est endémique du Rio Grande do Sul au Brésil,. Elle se rencontre vers Bagé.

## Description
Le mâle holotype mesure 2,60 mm et la femelle paratype 2,90 mm.

## Publication originale
- Lise & Almeida, 2006 : A new species of Losdolobus Platnick & Brescovit, 1994 (Araneae: Dysderoidea: Orsolobidae) from southern Brazil. Zootaxa, no 1277, p. 23-27.